# Будаки
Будаки (біл. Будакі; Budaki) — південно-східна частина білоруського етносу, які відносяться до литвинів. Про існування цього типу ще в XIX ст. зазначав Г. Дебец. Для української радянської етнографії білорусів на північному сході України в ХХ столітті відкрив антрополог В. Дяченко. Він зауважив, що місцеве населення належить до того ж типу, що його північні сусіди: «Ільменсько-дніпровський антропологічний тип значно відходить від ознак усіх інших антропологічних областей України». Це найбільш світлоока та світловолоса територіально-антропологічна група українців.

## Характеристика
Найсвітліший в країні комплекс ознак: колір очей (55 — 60 % світлооких) і волосся. Це найбільш депігментована територіальна група в Україні. Присутній найвищий відсоток довгоголових. На відміну від поліщуків Правобережного Полісся нащадки будаків характеризуються доволі прямим лобом зі слабо розвинутим надбрів'ям і невеликим діаметром вилиць. Зріст середній — 167 см..
Попри певні відмінності тяжіють до білорусів, західних росіян, східних латишів та південних естонців — носіїв «валдайсько-верхньодніпровського» типу в основі якого полягає давній балтійський та фінський субстрат.